# Himanthalia
Himanthalia es un género de alga marrón. Es el único género de la familia Himanthaliaceae en el orden Fucales. Incluye dos especies: Himanthalia durvillei y Himanthalia elongata.